# パーヴェル・アレクサンドロヴィチ
パーヴェル・アレクサンドロヴィチ（ロシア語: Павел Александрович, ラテン文字転写: Pavel Alexandrovich, 1860年10月3日 - 1919年1月30日）は、ロシアの皇族、ロシア大公。ロシア皇帝アレクサンドル2世の第6皇子、母は皇后マリア・アレクサンドロヴナ。騎兵大将。軍人としてよりも、穏和で信仰心の深い紳士として知られていた。

## 生涯
1889年、ギリシャ王ゲオルギオス1世の娘アレクサンドラ・ゲオルギエヴナと結婚、間に1男1女が生まれるが、アレクサンドラ大公妃はドミトリー大公を出産直後に死去した。1893年、パーヴェル大公は当時人妻だった平民女性オリガ・カルノヴィチと恋に落ち、大公は皇帝ニコライ2世に結婚の勅許を願い出たが、皇帝は貴賤結婚としてこれを認めなかったため、2人はパリに逃避行の末、1902年イタリアのリヴォルノにある正教会で結婚した。1904年、夫と離婚したオリガはバイエルン王国によりホーエンフェルゼン伯爵夫人の称号を与えられたが、ロシア宮廷では2人の結婚は醜聞となり、大公は軍籍剥奪のうえ全財産を没収され、2人の嫡出子は子供の無い兄セルゲイ大公に養育されることになった。パーヴェル・オリガ夫妻はフランスで生活し、3人の子供に恵まれた。その後、夫妻はロマノフ一門と和解し帰国する。一家はツァールスコエ・セローに居を構え、1915年ニコライ2世からオリガと3人の子に対してパーリィ公の称号と殿下の敬称が与えられた。
第一次世界大戦後、近衛グロデンスク連隊長として軍務に就いたが、前線への異動を要請し、1916年に近衛第1軍団長に任命された。1916年7月15日〜16日、軍団はコヴェリ方面で敵陣地を突破し、敵にストホードを放棄させた。この功績により、四等聖ゲオルギー勲章が授与された。ニコライ2世が総司令官に就任後は、親衛隊監察官として皇帝の総司令部に勤務した。
1917年、ニコライ2世に対して新憲法の発布を主張するが、大公の意見は容れられなかった。パーヴェル大公は、ロマノフ家の皇族では皇后アレクサンドラと親しかった数少ない1人であった。大公は、ロシア革命によってロマノフ王朝が崩壊するまで皇后との親交を保った。
ボリシェヴィキによる権力掌握後、パーヴェル大公一家の財産は没収され、ボリシェヴィキの監視と嫌がらせの中で生活することを余儀なくされた。1918年3月、大公の次男ウラジーミル・パーレイ公はウラルに移送され、1918年7月18日に虐殺された。同年8月にパーヴェル大公も逮捕され、ペトログラードの刑務所に収監された。大公の健康はひどく損なわれ、次第に衰弱していった。オリガは、大公を救出すべくあらんかぎりの努力を尽くした。しかし、その願いも虚しく、1919年1月29日、パーヴェル大公はペトロパヴロフスク要塞に移され、翌30日にドミトリー・コンスタンチノヴィチ大公、ニコライ・ミハイロヴィチ大公、ゲオルギー・ミハイロヴィチ大公らと共に虐殺された。ボリシェヴィキによって大公の遺骸は、要塞内の集団墓地に埋葬された。ボリシェビキはオリガに対して埋葬式を許さず、大公の遺体の行方は不明のままである。

## 子女
最初の妻アレクサンドラ・ゲオルギエヴナとの間には、1男1女をもうけた。
- マリア（1890年 - 1958年） - スウェーデン王グスタフ5世の次男ヴィルヘルムと結婚、ロマン・プチャーチン公と再婚、回想記『最後のロシア大公女　革命下のロマノフ王家』がある（平岡緑訳、中央公論社、のち中公文庫）。
- ドミトリー（1891年 - 1941年） - ラスプーチンの暗殺者、ボリシェビキ革命に際し亡命に成功。

2度目の妻オリガ・カルノヴィチ（ホーエンフェルゼン伯夫人）との間には、1男2女をもうけた。子供達はオリガに与えられたパーレイ公（公女）の姓を名乗った。
- ウラジーミル（1897年 - 1918年） - 詩人、父と同じくボリシェビキ政権に処刑された。
- イリナ（英語版）（1903年 - 1990年） - ロマノフ一族の又従兄にあたるフョードル・アレクサンドロヴィチ公と結婚。
- ナタリア（1905年 - 1981年） - フランスのファッション・モデル、女優。

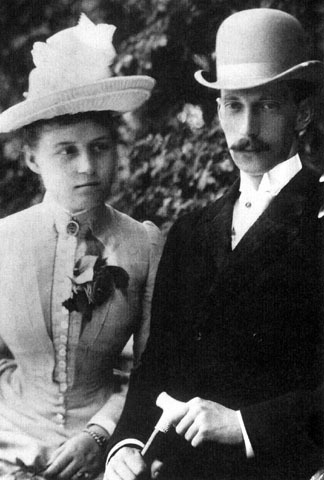
パーヴェルと最初の夫人、アレクサンドラ（1889年）
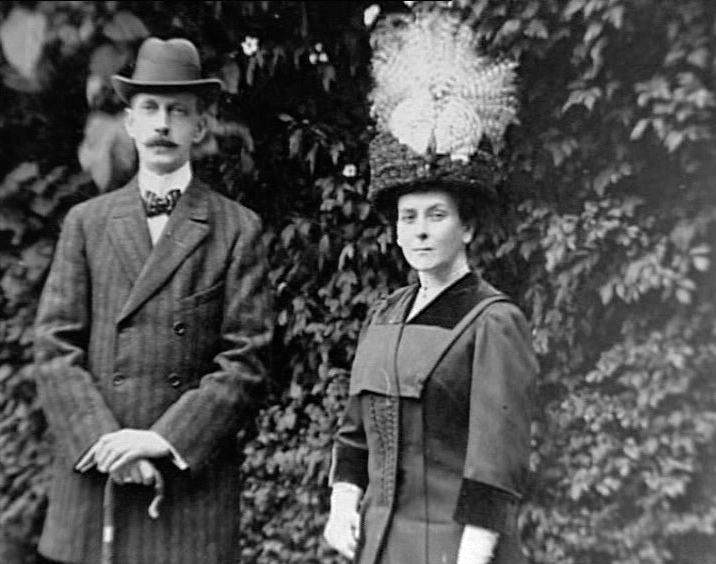
パーヴェルと2番目の妻オリガ

## 関連文献
- アンソニー・サマーズ、トム・マンゴールド　『ロマノフ家の最期』（高橋正訳、中央公論社、のち中公文庫、1987年）
- マーク・スタインバーグ、ヴラジーミル・フルスタリョーフ編　『ロマーノフ王朝滅亡』（川上洸訳　大月書店、1997年）
- 土肥恒之　『図説帝政ロシア　光と闇の200年』＜ふくろうの本＞（河出書房新社、2009年）
- "Кто был кто в первой мировой войне. Биографический энциклопедический словарь", Залесский К.А., М., 2003